# W63K
W63K（ダブリュ ろくさん ケイ）は、京セラが日本国内向けに開発した、auブランドを展開するKDDI および沖縄セルラー電話のCDMA 1X WIN（後のau 3G）対応携帯電話である。

## 特徴
CDMA 1X WIN対応端末ではINFOBAR2・Sportio W63Tに続いての（非コンセプトモデルとしては初めての）ストレート端末であり、同社のウィルコム向け音声用PHS端末である『HONEY BEE (WX331K)』のau版との見方もある。形状は全く異なるが同時発表された「W62K」の兄弟機にあたる端末でエルダー層、もしくは一部の旧・ツーカーユーザーをターゲットとした端末で上質なデザインが採用され、本機の主な機能が上記の「W62K」にほぼ準拠している。ただし、1X WIN対応機種にも拘らず、エルダー層向けの端末故にEZ「着うたフル」や「LISMOビデオクリップ」等の「LISMO Music」サービスには対応していない。これは同社のau向けの2008年夏モデルの「W62K」や韓・パンテック&キュリテル社製の同じくau向けの2008年夏モデルの「簡単ケータイ W62PT」も同様これらのサービスには対応していない。また、EZ FeliCaにも非対応である。
ちなみにこの機種の日本語入力システムには「W62K」同様、最新バージョンのiWnn（アイ・ウンヌ）が採用されている。

## 沿革
- 2008年（平成20年）6月3日 - KDDI、および京セラより公式発表。
- 2008年6月19日 - 全国にて一斉発売。
- 2008年9月11日 - KDDIより法人向け機種のカメラなしモデル（正式型番・W63K Z）公式発表。ボディカラーはジェントルブラックのみで法人ユーザーに関わらず、個人ユーザーも入手可能となっている。ただし外部メモリ（microSDカード）用スロットは非搭載。
- 2009年（平成21年）5月1日 - WIN機としては久方ぶりとなる、ぷりペイド用端末として提供開始。
- 2009年10月 - ポストペイド用端末としての提供を終了。
- 2009年12月31日 - ぷりペイド用端末としての提供を終了。後継のぷりペイド用端末は簡単ケータイ W62PTとなる。
- 2012年（平成24年）7月22日 - L800MHz（旧800MHz帯・CDMA Bandclass 3）帯エリアによる音声・データ通信サービスの停波によりそれ以降はN800MHz（新800MHz帯・CDMA Bandclass 0 Subclass 2）帯エリア、および2GHz（CDMA Bandclass 6）帯エリアの各音声・データ通信サービスで利用する事となる。
- 2018年（平成30年）3月31日 - EZweb、およびEZアプリ（B）、一部のサービス終了[1]。
- 2022年 (令和4年) 3月31日 - CDMA 1X WIN（au 3G）サービスの完全終了・停波により、本端末は利用不可となる。

## 対応サービス
- au Smart Sports（別途アプリのダウンロードが必要）
- EZナビウォーク（声de入力・3D対応）
- EZ助手席ナビ
- 安心ナビ
- 災害時ナビ
- EZ「着うた」（ハイクオリティステレオ(HE-AAC)対応）
- LISMO Music Search
- 緊急通報位置通知
- 赤外線通信 (IrDA)
- EZケータイアレンジ
- EZアプリ (BREW)（オープンアプリプレイヤー非対応）
- EZニュースフラッシュ
- デコレーションメール
- ラッピングメール

など